# ام‌اس ریگل
ام‌اس ریگل (به انگلیسی: MS Rigel) یک کشتی بود که طول آن ۳۶۷ فوت ۶ اینچ (۱۱۲٫۰۱ متر) بود. این کشتی در سال ۱۹۲۴ ساخته شد.